# Bourtzi (Nafplio)
Bourtzi (griechisch Μπούρτζι (n. sg.), über das Türkische (burc) aus arabisch برج, DMG burǧ, ‚Turm‘, ‚Kastell‘, aus Spätlatein burgus, dieses mutmaßlich aus altgriechisch πύργος pyrgos, deutsch ‚Turm‘; auch  Καστέλλι Kastelli, deutsch ‚Kastell‘ und Θαλασσόπυργος Thalassopyrgos, deutsch ‚Meer-Turm‘) ist der Name einer kleinen Insel in der Hafeneinfahrt der griechischen Stadt Nafplio und der darauf befindlichen Festung (Inselburg), von der die Insel auch ihren Namen erhielt. Bourtzi gilt als Wahrzeichen der Stadt.
Das Inselchen ist etwa 120 Meter lang und misst an seiner breitesten Stelle 43 Meter, bei einer Fläche von 0,4 Hektar. Es ist fast vollständig von der gleichnamigen Festung bedeckt. Die Entfernung zum Festland beträgt 400 Meter.
Für die Republik Venedig, die 1389 Nafplio erobert hatte, errichtete Antonio Gambello 1473 zunächst einen Turm auf dem Eiland; am Ende des 17. Jahrhunderts – nach der erneuten Eroberung Nafplios von den Osmanen 1696 – wurde der Rest der Festung in ihrer heutigen Gestalt erbaut. Von Bourtzi wurde damals über Nacht eine Kette zum Festland gespannt, die den Hafen vor der Einfahrt fremder Schiffe schützen sollte; daher stammt der italienische Name Porto della Catena ‚Ketten-Hafen‘ für Nafplio. Nach der erneuten Eroberung der Stadt durch die Osmanen 1715 verbanden diese die Insel durch einen Damm mit dem Festland. Während der Griechischen Revolution wurde Nafplio 1822 durch griechische Truppen erobert; in der kurzen Zeit Nafplios als Hauptstadt Griechenlands wurde zeitweise die Revolutionsregierung auf der Insel untergebracht. Bis 1865 diente sie weiter als Festung, hernach war sie Gefängnis für die zum Tode Verurteilten und Dienstsitz des Henkers von Nafplio. Von 1930 bis 1970 befand sich ein Hotel mit Restaurant in der Festung.
Heute ist Bourtzi eine der Sehenswürdigkeiten Nafplios. Im Sommer finden kulturelle Veranstaltungen auf der Insel statt.